# Зеневщина
Зеневщина (бел. Зе́неўшчына) — деревня в Новогрудском районе Гродненской области Республики Беларусь. Входит в состав Ладеникского сельсовета.

## География
Расположена в 12 км от Новогрудка, 6 км от Ладеники. Через деревню проходит полевая дорога.
Ближайшие населённые пункты Ждановичи, Кривоногово и др.

### Гидрография
Река Налибовка.

### Физико-географическая характеристика
Деревня находится на Восточно-Европейской равнине, на Белорусской гряде, Новогрудская возвышенность.
Вокруг деревни смешанный лес и поля, где прорастает множество видов растений.

## История
Во 2-й половине XVIII века деревня была в составе имения Вселюб — собственностью Патеев. В конце 1860-х годов относилась к имению Гирдовка (собственность Строковского) и Гирдовской сельской общины.
В 1940 году деревня отнесена к Ждановичскому сельсовету. В годы Великой Отечественной войны была оккупирована немецко-фашистскими захватчиками. На фронтах погибли 6 жителей деревни.
В 1950 году организован колхоз имени Р. И. Котовского, через год деревня в составе колхоза имени С. М. Кирова (центр — д. Ладеники).
С 2002 года колхоз в составе ОАО «Ладеники».
В 2007 году перешел в состав ЗАО «Городечно».

## Население

### Численность
- 2009 год — 13 человек

### Динамика
- 1897 год — 24 двора, 155 человек, в одноименном односелье — 1 двор, 7 человек
- 1999 год — 28 человек (перепись населения)
- 2008 год — 18 человек
- 2009 год — 13 человек (перепись населения)[4]